# Delimitación del Conjunto Histórico de Granada
Delimitación del Conjunto Histórico de Granada es la zona protegida dentro de la ciudad española de Granada declarada conjunto histórico artístico en 1929.

## Conjunto Histórico de Granada
La delimitación ha variado en sucesivas etapas desde que en 1929 se declaró la ciudad como Conjunto Histórico. En 1993 el gobierno autonómico delimitó la zona protegida y en 2003 se unió esta zona con la Alhambra y el Generalife, incluyendo estos monumentos y jardines históricos. Considerados como Bienes Culturales tenían diferente nivel de protección y esta unificación dentro del límite del Conjunto Histórico considera el conjunto urbano, monumentos y jardines como construcciones culturales interdependientes en su historia. 
Granada y Córdoba fueron las primeras ciudades declaradas “Ciudad Artística” en España. La Ley de Patrimonio Histórico Español 16/1985 contiene los procedimientos de declaración de los Conjuntos Históricos, las autonomías asumieron sus competencias y la Delimitación del Conjunto Histórico de Granada es un ejemplo de esa variación en las normativas de planeamiento con la colaboración de las administraciones a nivel estatal, autonómico y local. Las Áreas de Rehabilitación Concertada facilitaron la colaboración entre la comunidad autónoma y el Ayuntamiento de Granada, trabajo reconocido con el premio recibido por la Oficina de Rehabilitación del Albaicín.
Las normativas y Planeamientos Especiales de Protección del Conjunto Histórico delimitado en 1993 para el Centro urbano (Realejo), el Albaicín y la Alhambra-Alixares, integran la declaración de Granada como Conjunto Histórico. Incluyen las especificaciones que condicionan la intervención dentro de esa área de protección, cualquier demolición, rehabilitación o renovación del entorno construido. Los cambios en la utilización del espacio público alteran las condiciones ambientales que se pretenden conservar con las declaraciones de Conjuntos Históricos. Es un debate abierto que la ciudad de Granada aborda en las sucesivas delimitaciones y planeamientos, ahora con la integración de criterios de sostenibilidad que priorizan al peatón frente a los vehículos privados.
El debate sobre los pavimentos, tradicionales, empedrados o asfaltos, conlleva las prioridades al peatón o al coche, pero también la accesibilidad de todas las personas así como el respecto a los ciclos del agua con pavimentos permeables, o pavimentos inerciales que conserven el calor del sol. El ruido, la contaminación, bienestar y salud de los ciudadanos integrados con el mantenimiento del Conjunto Histórico de Granada, ¿es posible?

## Galería

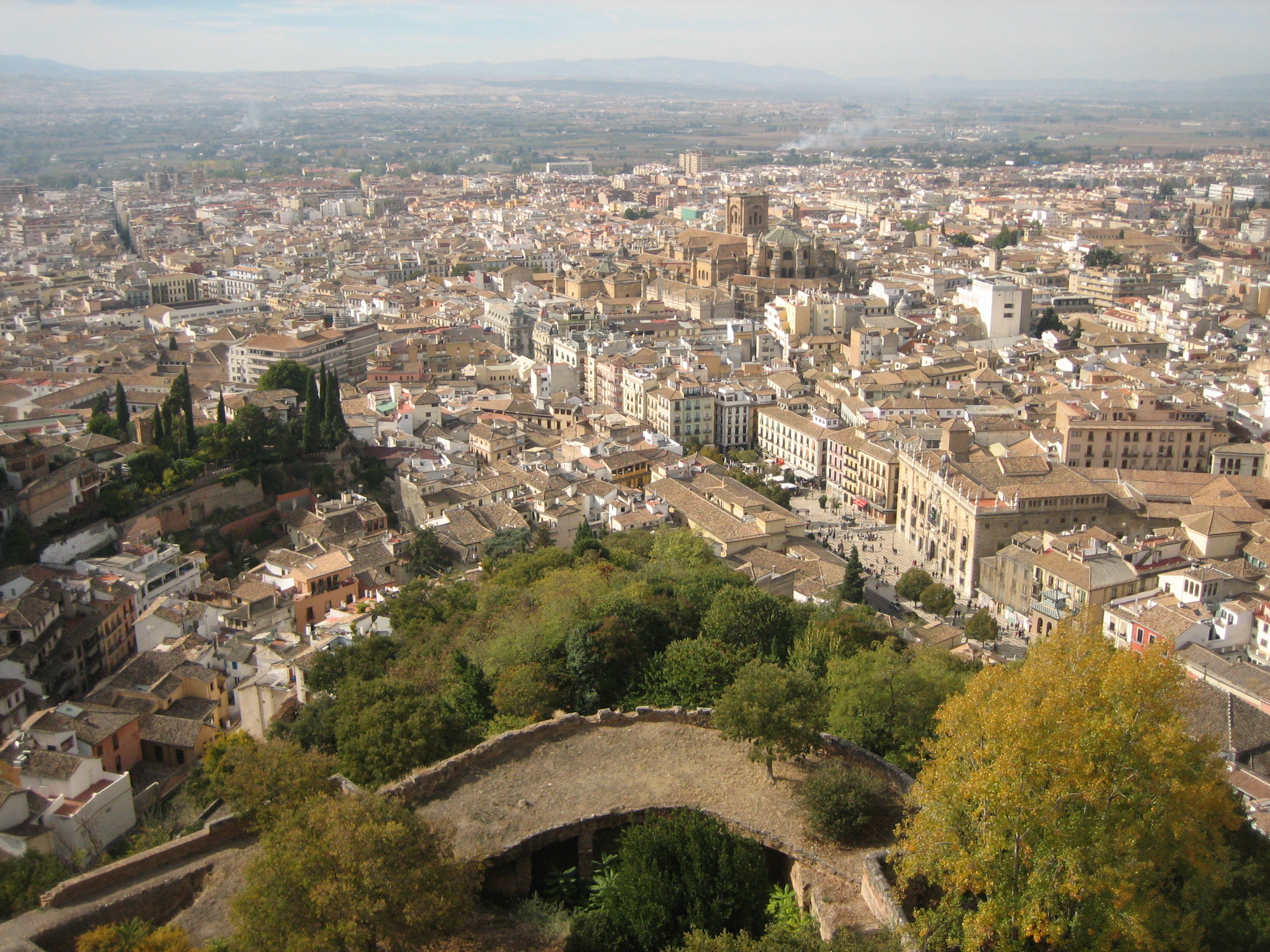
Conjunto Histórico de Granada desde La Alhambra
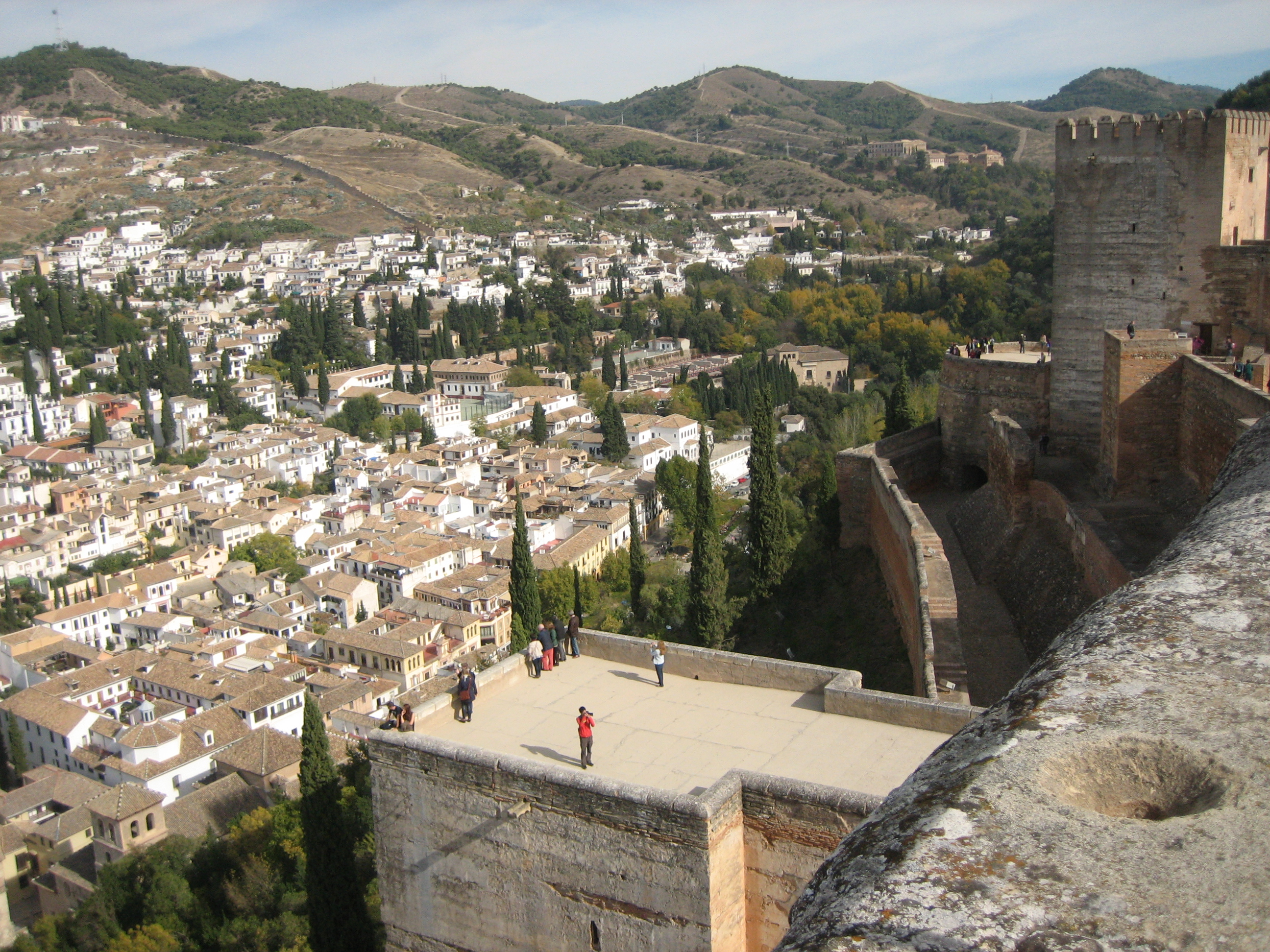
Conjunto Histórico de Granada desde La Alhambra
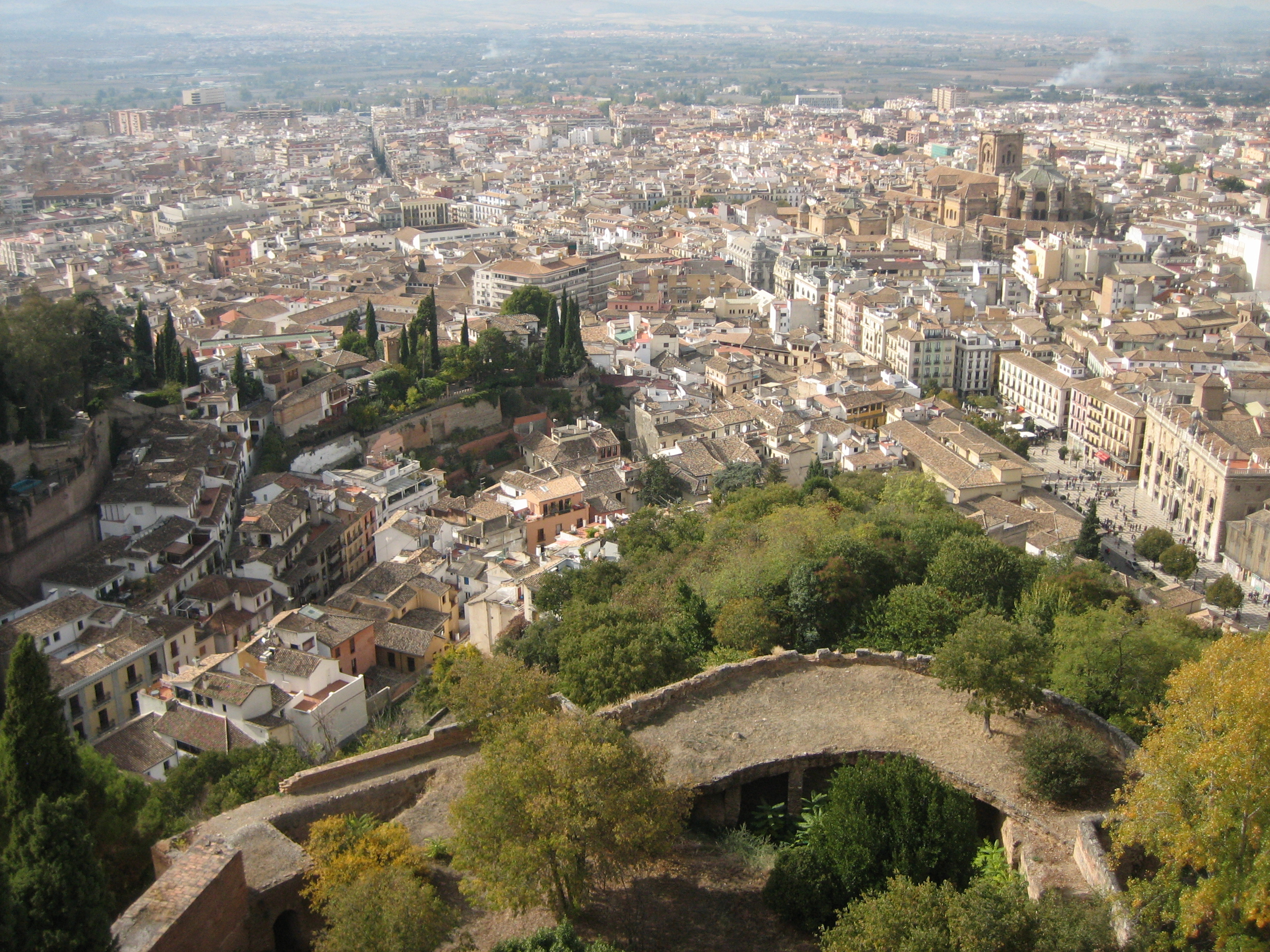
Conjunto Histórico de Granada desde La Alhambra
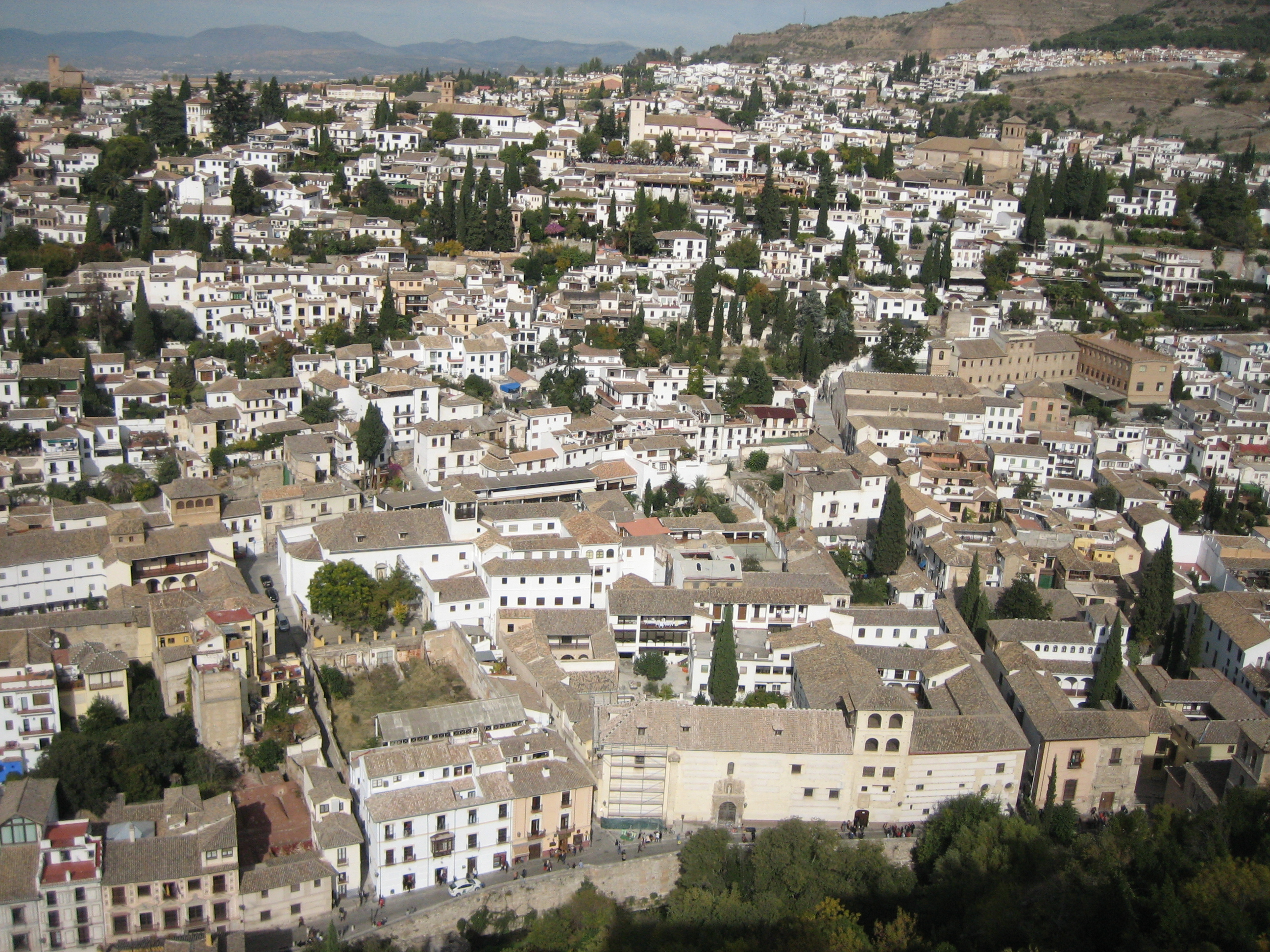
Conjunto Histórico de Granada desde La Alhambra
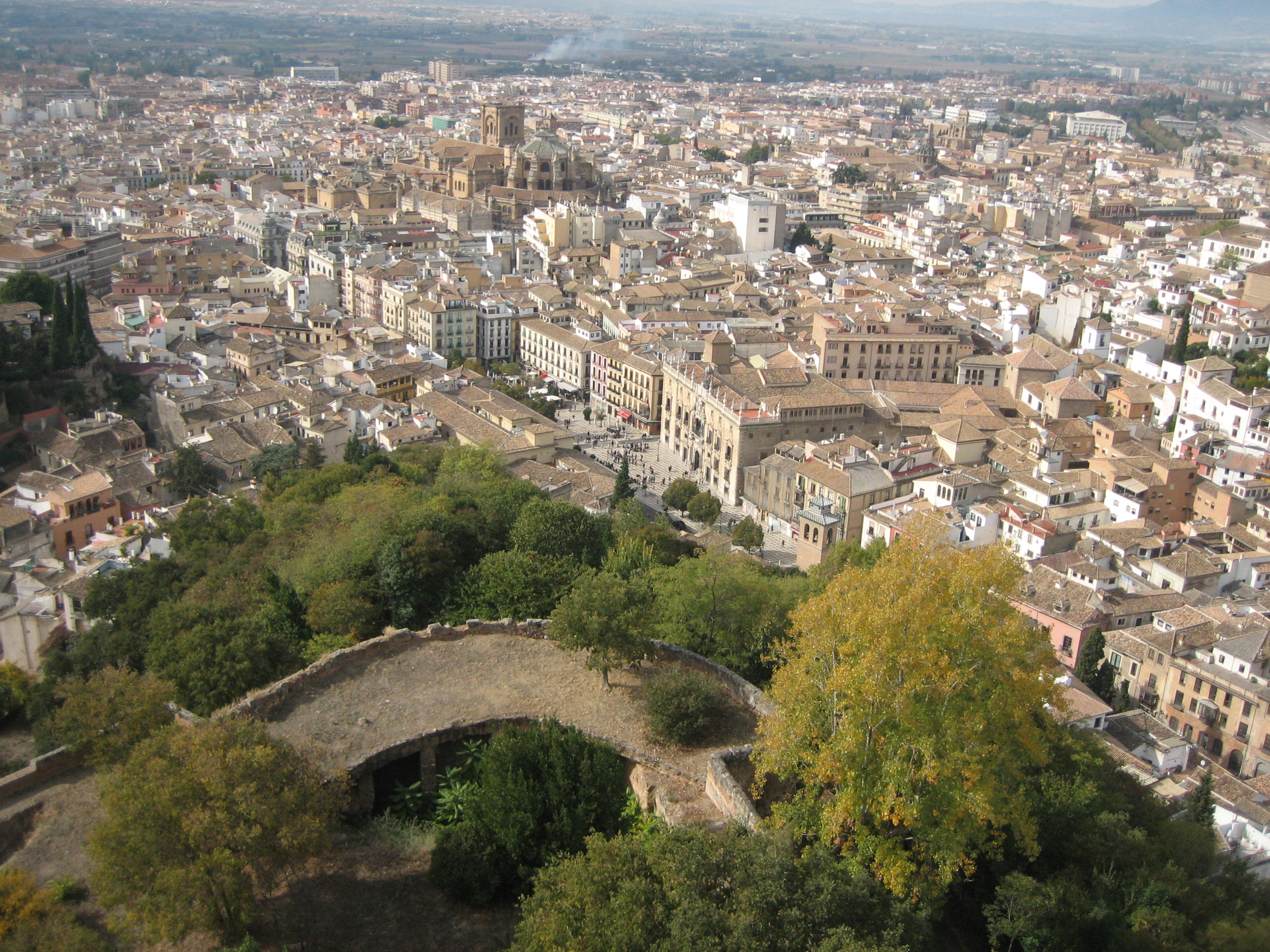
Conjunto Histórico de Granada desde La Alhambra
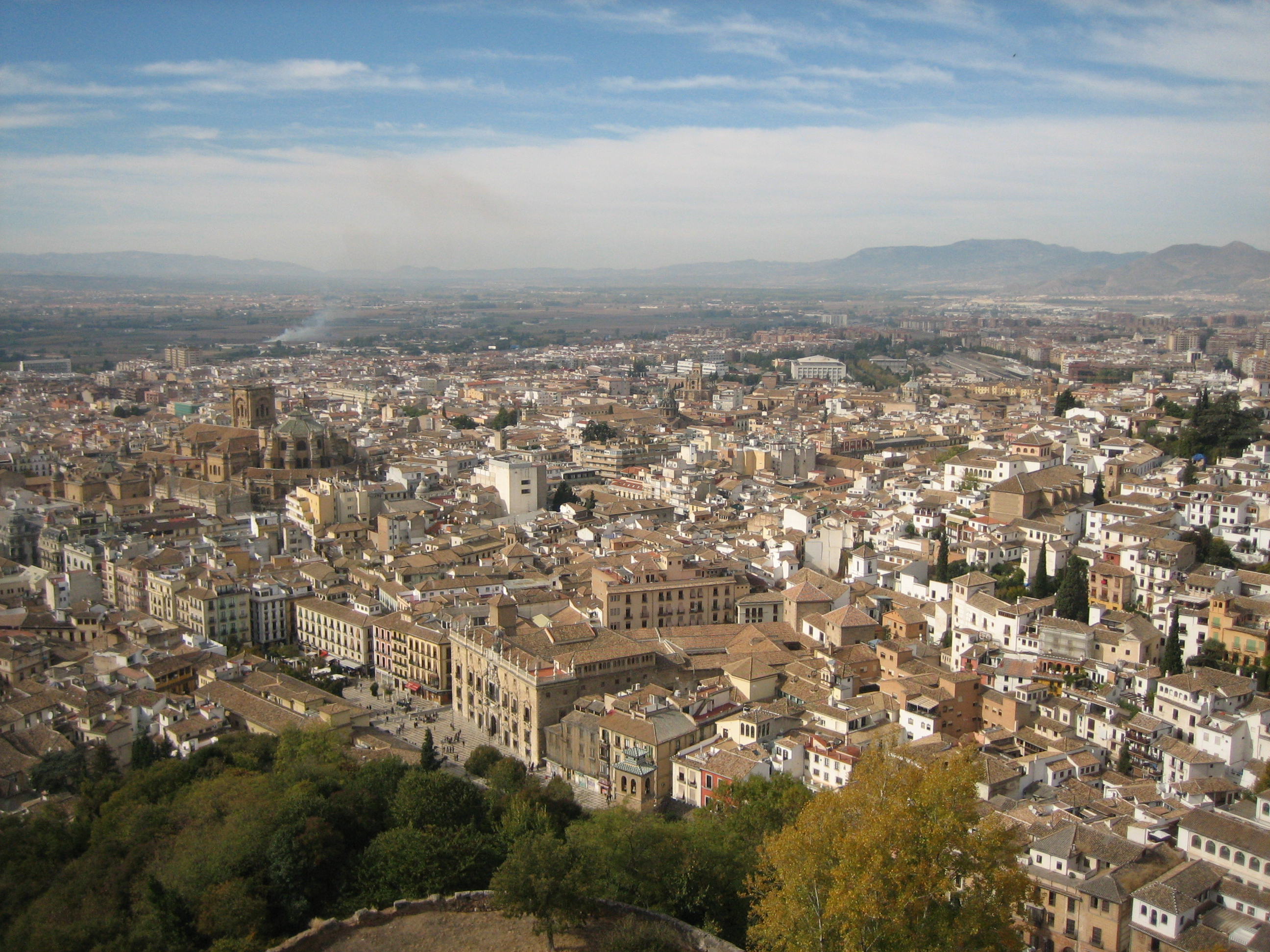
Conjunto Histórico de Granada desde La Alhambra
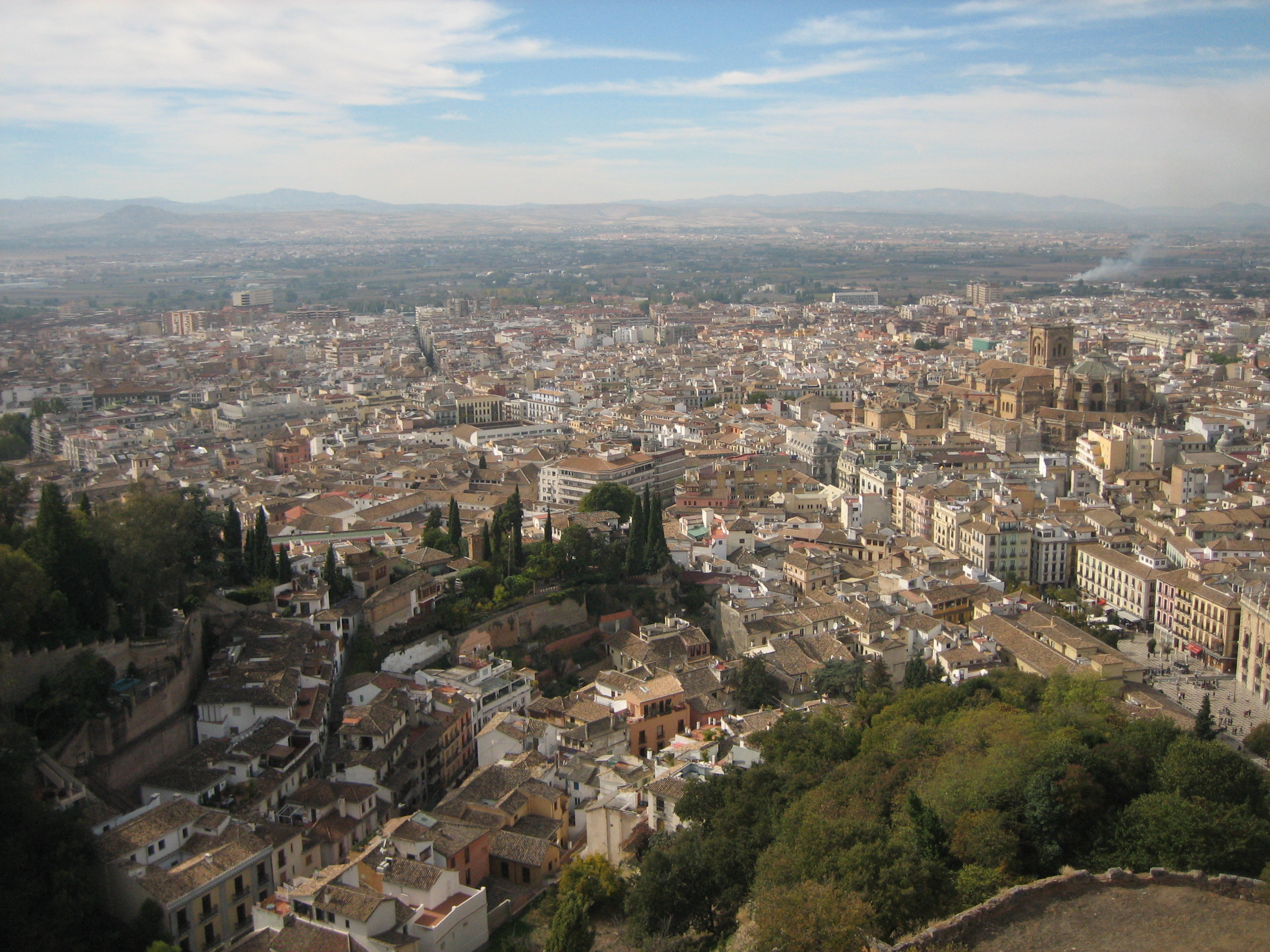
Conjunto Histórico de Granada desde La Alhambra
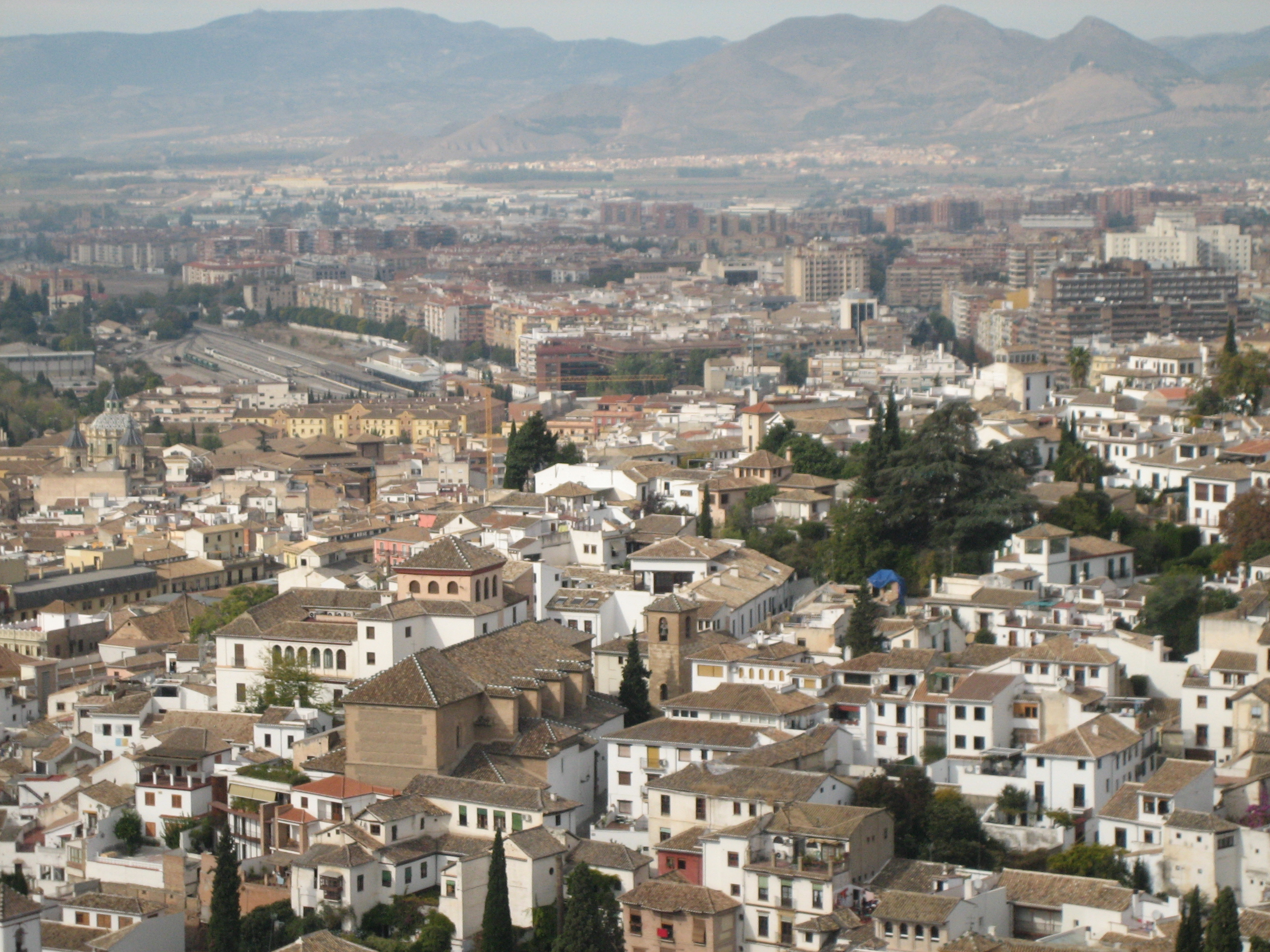
Conjunto Histórico de Granada desde La Alhambra
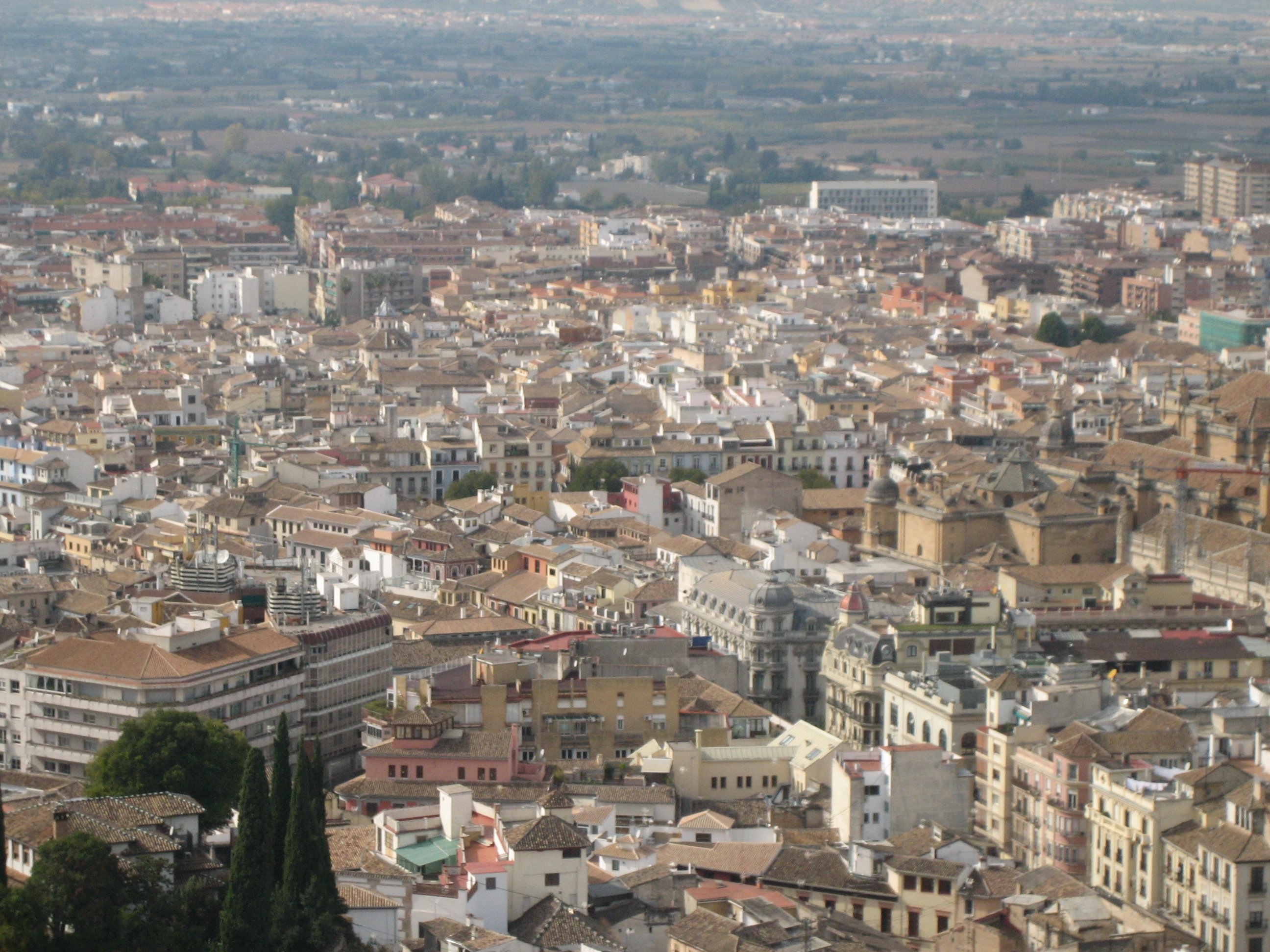
Conjunto Histórico de Granada desde La Alhambra
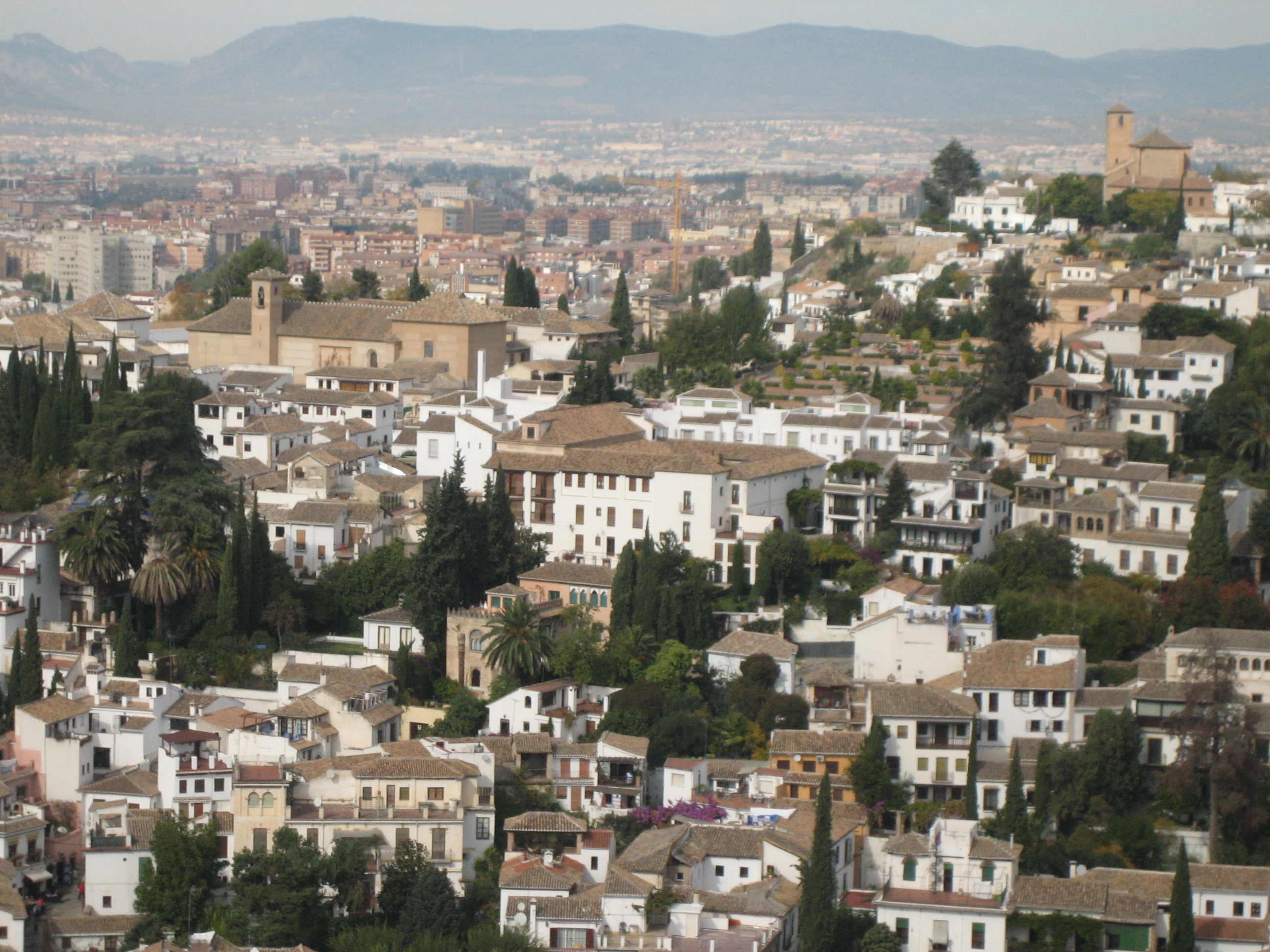
Conjunto Histórico de Granada desde La Alhambra
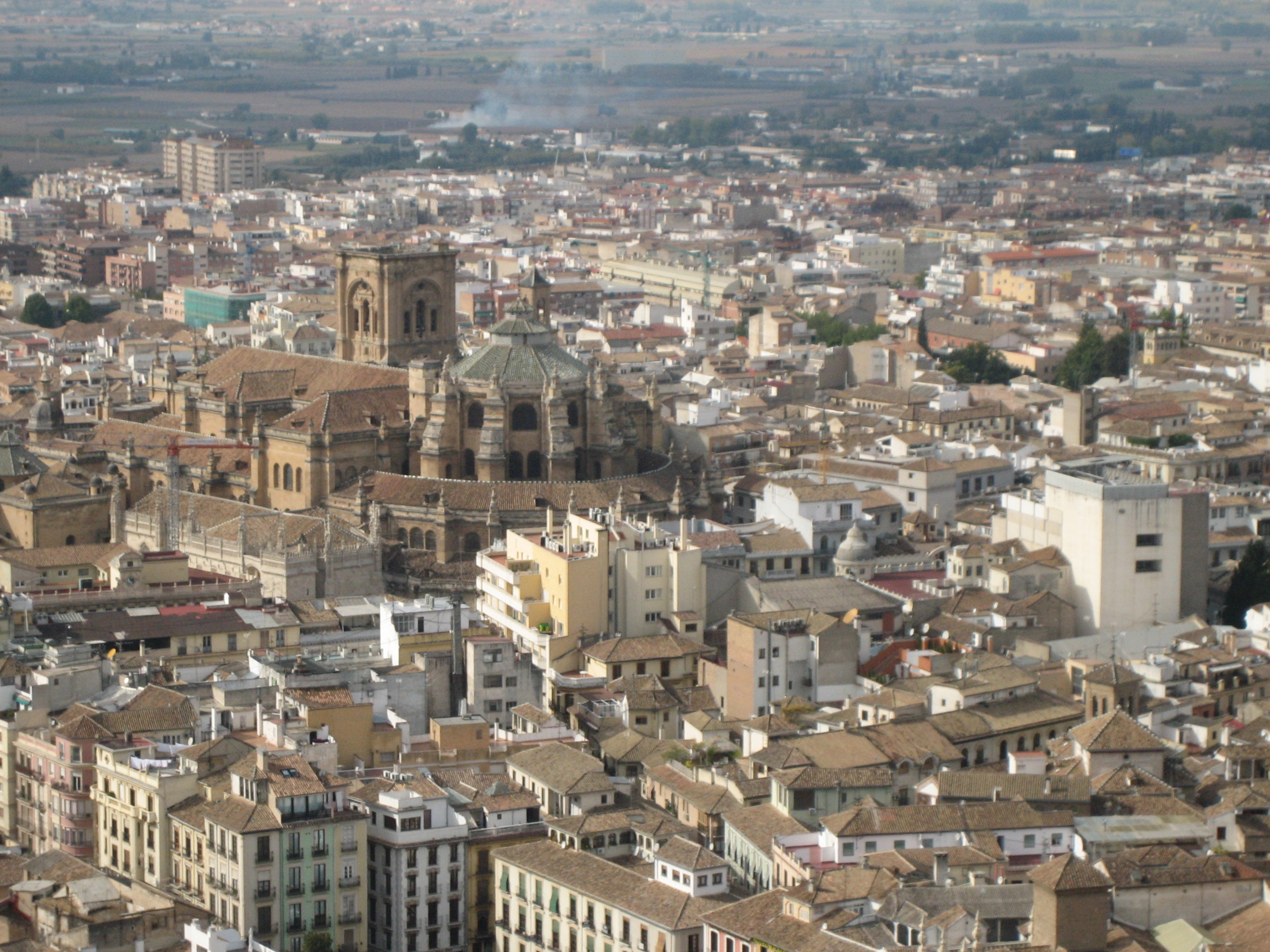
Conjunto Histórico de Granada desde La Alhambra